# Да имаш и да нямаш
„Да имаш и да нямаш“ (на английски: To Have and Have Not) е роман на Ърнест Хемингуей публикуван през 1937 г. е за Хари Морган, капитан на риболовна лодка от Кий Уест, Флорида. Романът изобразява Хари като обикновен работещ човек от епохата на депресията, принуден от икономическите сили да предприеме дейност на черния пазар за осъществяване на контрабанда между Куба и Флорида. Заможният клиент за риболовен чартър измамва Хари, като се изплъзва, без да плаща след триседмичен риболовен рейс, оставяйки Хари в отчаяние. Мотивиран от необходимостта да издържа семейството си, Хари сам се обръща към престъплението. Той взема съдбоносно решение да измами бъдещите китайски имигранти, търсещи преминаване във Флорида от Куба. Вместо да ги транспортира по договореност, той убива човека, който поръчва превоза и изпраща мъжете на брега в Куба. Хари започва да пренася различни видове нелегален товар между двете страни, включително алкохол и кубински революционери. Тези събития се редуват с глави, които описват разпуснатия живот на богати собственици на яхти. Голямата депресия се отличава на първо място в романа, като принуждава поквара и глад на бедните жители на Кий Уест. Расизмът на епохата преминава през романа на езика, използван от Хари и другите бели американци спрямо други раси.
Романът има своето начало в две кратки истории, публикувани по-рано в периодични издания, които съставляват първите глави, и новела, написана по-късно, която съставлява около две трети от книгата. Разказът е разказан от множество гледни точки, по различно време, от различни персонажи, а имената на героите често са под заглавията на главите, за да се посочи кой разказва тази глава. Романът е приет със смесени критики.